# Stöckse
Stöckse egy község Németországban, a Weser-Nienburgi járásban. Lakosainak száma 1266 fő (2023. december 31.).

## Népessége
| Lakosok száma | 1276 | 1265 | 1262 | 1231 | 1271 | 1266 |
|               | 2016 | 2017 | 2019 | 2021 | 2022 | 2023 |